# John Hick (político)
John Hick (2 de julio de 1815 - 2 de febrero de 1894) fue un magnate británico, coleccionista de arte y político conservador, miembro de la Cámara de los Comunes de 1868 a 1880. Su nombre está asociado con la mejora de la máquina de vapor para los molinos de algodón, así como al trabajo de su firma Hick, Hargreaves and Co., presente en numerosos países donde se producían hilaturas o tejidos con telares mecánicos.

## Familia
Hick era el hijo mayor de Benjamin Hick (1790-1842), un ingeniero civil y mecánico responsable de algunas mejoras en la máquina de vapor, y de su esposa Elizabeth Routledge (1783–1826), hija de William Routledge de Elvington, Yorkshire. El hermano de Elizabeth y tío de Hick, Joshua Routledge (1773–1829), también ingeniero que vivía en Bolton, diseñó la regla de cálculo para ingenieros mejorada y había patentado una máquina de vapor rotativa.

## Educación y comienzo de su carrera
Se educó en una escuela privada cercana a Alderley (Cheshire) y en la grammar school de Bolton donde recibió formación comercial e instrucción en disciplinas clásicas. Desde muy joven frecuentaba los talleres en el Soho de la firma de ingeniería familiar Benjamin Hick and Son con su padre, quien le fue introduciéndole en la gestión de la compañía. Después de la muerte de Benjamin Hick en 1842, el joven John se convirtió en socio principal de la empresa (más adelante denominada Hick, Hargreaves, & Co), siendo miembro de la Institución de Ingenieros Civiles desde 1845.
A lo largo de su vida desempeñó distintos cargos y perteneció a numerosas sociedades: protector de la iglesia de Bolton para el vicario James Slade y de la iglesia de San Pedro de Belmont, (Lancashire) entre 1862 y 1874; gobernador de la grammar school de Bolton; miembro del concejo municipal durante nueve años desde 1844; miembro de la Society of Arts; miembro fundador de la Institución de Ingenieros Mecánicos desde 1847 hasta 1852; miembro de la Asociación de Ingenieros de Londres; miembro de la Sociedad Nacional para la Promoción de la Educación de los Pobres en los Principios de la Iglesia Establecida en Inglaterra y Gales; juez de paz del municipio de Bolton y de Salford Hundred; patrocinador de las bellas artes; y director del Ferrocarril de Londres y del Noroeste bajo la presidencia de Sir Richard Moon y de Lord Stalbridge, desde 1871 hasta su muerte.
En 1839, a los 23 años, mientras trabajaba para B. Hick and Son, John Hick Jr, como se le conocía en ese momento, recibió la medalla de plata de la Society of Arts por su novedoso invento de un mandril especial para los tornos, una adaptación de un principio desarrollado por Marc Isambard Brunel para la fabricación de poleas y cuadernales, y recibió el elogio de tres eminentes ingenieros: Bryan Donkin, Joshua Field y John Rennie.
Durante 1842, Hick recibió una segunda medalla de plata de la Society of Arts por su invención de un elipsógrafo concebido en 1840. El dispositivo proporcionaba una solución simple y precisa para el dibujo de formas elípticas de varias proporciones. Hick recibió nuevos elogios de James Nasmyth, William Fairbairn, Joseph Whitworth y, entre otros, Charles Holtzapffel, presidente del Comité de Mecánica. Los modelos de ambos dispositivos se colocaron en el registro de la Sociedad.
Hick contribuyó con un artículo al Instituto de Ingenieros Mecánicos en 1849 sobre un embrague de fricción "para conectar y desconectar la potencia motriz de ejes y maquinaria". Un modelo patentado por A B. Hick and Son a escala 1:12, de un aparato de desconexión, para hélices, c. 1855 se depositó en la colección del Museo de Ciencias de Londres.

## Matrimonio
John Hick se casó el 24 de junio de 1846 con Margaret Bashall (1824-1872), hija mayor del magnate William Bashall, socio de la compañía Bashall & Boardman de Farington Lodge, cerca de Preston. La pareja tuvo cuatro hijas.
Tras la muerte de Margaret Hick en 1872, Hick se casó con la hermana de su yerno, Rebecca Maria Ashworth (1838–1908), hija mayor del magistrado Edmund Ashworth (1800–1881) de Egerton Hall el 16 de diciembre de 1874 en la Iglesia de la Santa Trinidad de Clapham. La pareja se casó ante el primo y cuñado de Margaret Hick, el reverendo William Bashall (1830–1902), vicario de Deane, Lancashire, mediante dispensa especial del arzobispo de Canterbury, Archibald Tait. Edmund Ashworth era un fabricante de tejidos de algodón, propietario de E. Ashworth & Sons y Egerton Mill, miembro fundador de la Liga contra la Ley de Cereales con su hermano Henry Ashworth (1794–1880), en asociación con John Bright y Richard Cobden (cuñado de Henry Ashworth), y partidario de las organizaciones reformistas, abolicionistas y pacifistas. Se piensa que los Ashworth inspiraron la familia Oswald Millbank en la novela de Benjamin Disraeli titulada Coningsby. Las dos familias (Hick y Ashworth) se unieron por matrimonio en 1868 cuando la hija mayor de Hick, Margaret (1847-1929), se casó con Edmund Ashworth Jr (1833–1901). El "muy respetado" reverendo Bashall se retiró al puesto de curato en la iglesia de St Barnabas de Addison Road, Kensington, desde aproximadamente 1876 y permaneció allí hasta su muerte en 1902.

## La Gran Exposición

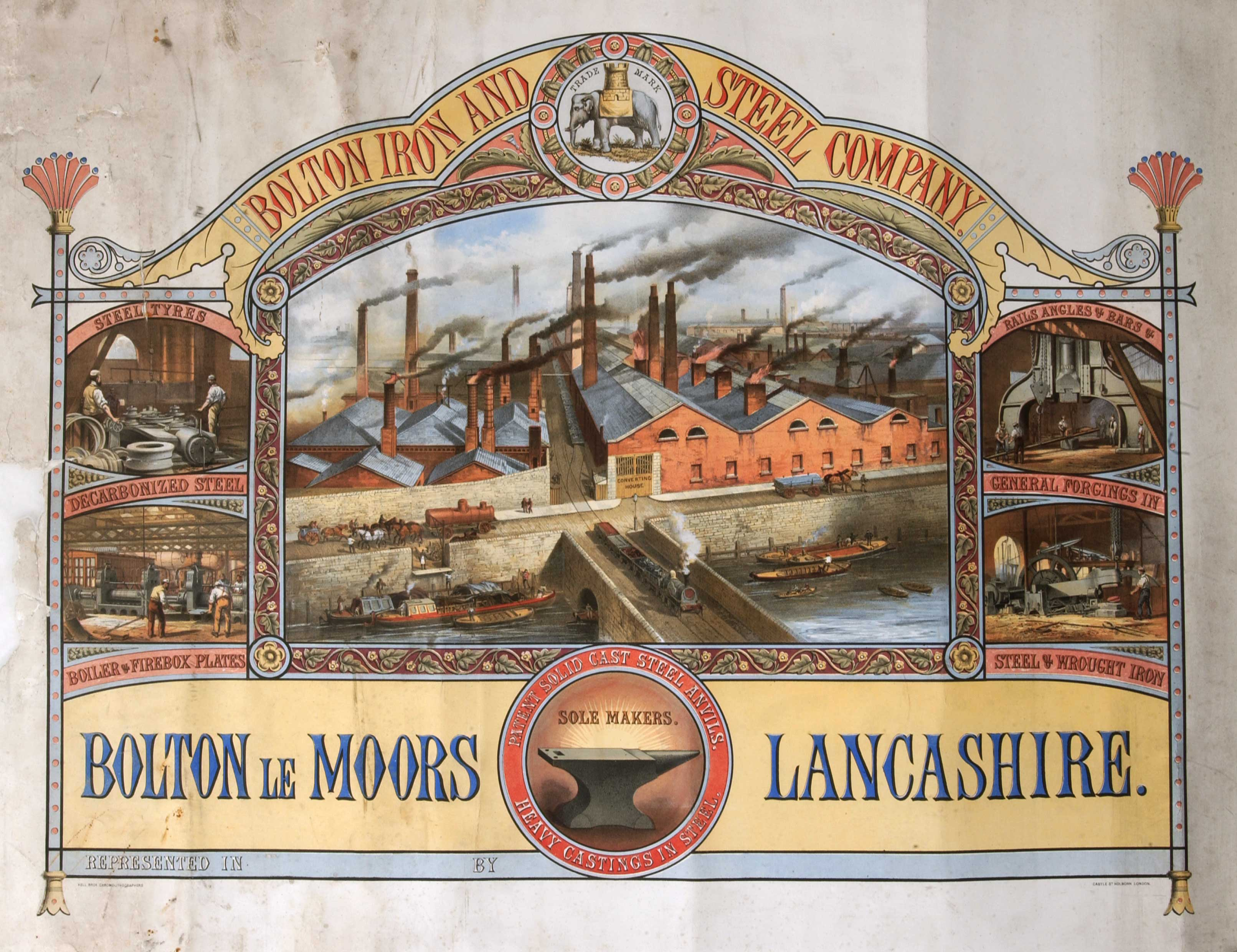
Título de la Bolton Iron and Steel Company que describe "Llantas de acero, acero descarbonizado, calderas y fogones, rieles, perfiles angulares y barras y piezas forjadas en general en acero & hierro forjado y yunques pesados de acero fundido", mostrando un martillo de vapor Nasmyth y una locomotora de vapor 2-2-2

En 1851 se celebró la Gran Exposición en Hyde Park. A principios de 1850, el alcalde de Bolton Thomas Lever Rushton (1810–1883) fue nombrado presidente de un comité para organizar los esfuerzos de la ciudad para participar en la Exposición y se presentó como Comisionado Local al Príncipe Alberto en el Palacio de St. James el 18 de marzo de 1850.
Mientras que la empresa familiar Benjamin Hick and Son exhibió maquinaria y modelos de ingeniería en Palacio de Cristal, John Hick también participó como jurado del Reino Unido con figuras notables como Wilhelm Engerth, William Fairbairn, John Farey, Henry Maudslay (1822–1899), nieto de Henry Maudslay, Henry Moseley y Robert Napier de la Clase V. Máquinas para Uso Directo, incluidos carruajes y mecanismos ferroviarios y marinos. La Condición 6. de las Decisiones relativas a los jurados de la impedía a los jurados competir por premios en la clase a la que fueron designados; de forma que los premios no podían ser otorgados a la persona física o a las empresas representadas por el Jurado.
En 1855, Hick exhibió dos piezas de su colección de obras de arte: La Caza del Ciervo y Juana Grey y Roger Ascham de John Callcott Horsley en la División de Bellas Artes de Exposición Universal de París (1855) junto a su suegro William Bashall, quien presentó El madrigal, también de Horsley. Hick y Bashall volvieron a presentarse a la Exhibición de Tesoros Artísticos de 1857 en Mánchester con Cupido y Psyche de Benjamin West y Cruzando la corriente de Paul Falconer Poole.
Hick impulsó el movimiento que condujo a la formación del 27 Regimiento de Fusileros Voluntarios en el área de Bolton. Se le ofreció el mando, pero lo rechazó. El Regimiento se formó el 15 de noviembre de 1859 tras las tensiones entre el Reino Unido y Francia y el estallido de la segunda guerra de independencia italiana entre Francia y el Imperio austríaco durante abril del mismo año. William Gray (1814–1895), exalcalde de Bolton, se convirtió en teniente coronel del regimiento el 1 de enero de 1861. El sobrino de John Hick, Benjamin Hick (1845–1882), gerente de Hick, Hargreaves & Co, fue nombrado capitán el 16 de marzo de 1872, y renunció a su cargo unos cuatro años después, el 23 de febrero de 1876.

## Bolton Iron & Steel Company

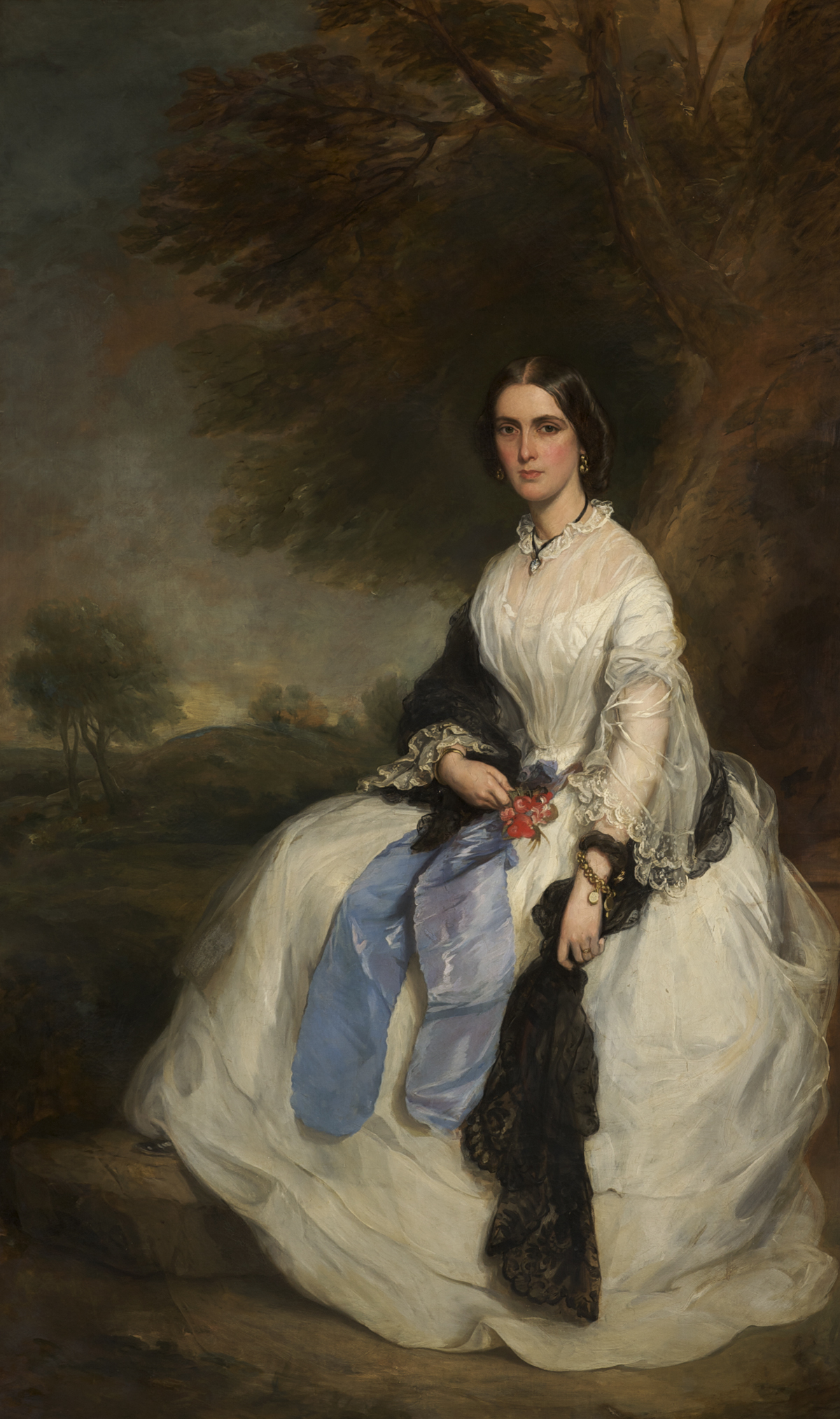
Mrs Margaret Hick, por Francis Grant RA, presentado a la Real Academia de Arte en mayo de 1861

En 1860, los socios de B. Hick and Son, John Hick y William Hargreaves, se unieron al cuñado de Thomas Lever Rushton, Henry Sharp, como socios de Sharp and Eckersley, anteriormente Rushton y Eckersley, antes de que Rushton se jubilara de la empresa en 1859. Los tres socios Sharp, Hick y Hargreaves, formaron la Bolton Iron & Steel Company, situada junto a la Union Foundry de Rothwell (en el emplazamiento de la antigua estación de autobuses de Bolton). La empresa suministraba los metales básicos requeridos por los principales fabricantes de la zona. La producción de acero con el convertidor de Bessemer comenzó alrededor de 1860. Se instalaron cuatro convertidores Bessemer de seis toneladas cada uno durante la década de 1860, y las pruebas con los hornos de solera de Siemens comenzaron en 1867.
También se dispusieron equipos de laminación, fundición y fragua. Inicialmente, sus productos incluían vigas y chapas de acero para las cubiertas de los barcos. Durante 1865, la Bolton Iron & Steel fundió el bloque de un yunque más grande fabricado en Inglaterra, con un peso de 210 toneladas. En 1869, la empresa producía acero con hornos de hogar abierto y fabricaba martillos pilones con el diseño de Francis Webb. El sobrino de Hick se convirtió en accionista tras su incorporación a la empresa el 9 de junio de 1876.
Alrededor de 1861, el pintor Francis Grant, contratado por la sociedad, produjo retratos de John Hick y de su esposa Margaret. Ambas obras finalmente se colgaron juntas en la residencia familiar de Mytton Hall. Hick fue socio del ingeniero, artista y fotógrafo de Bolton, Reuben Mitchell (1812-1895), y mantuvo su propio interés por la fotografía. También apoyó a los artistas Copley Fielding, William Powell Frith, Patrick Nasmyth, Samuel Prout y Edward Matthew Ward entre otros. El ingeniero y artista James Nasmyth describió a John Hick como un "excelente amigo".
Hick escribió una historia de la locomotora Sans Pareil de Timothy Hackworth y entregó el motor restaurado al Museo de la Oficina de Patentes (posteriormente, el Museo de Ciencias de Londres) en 1864. También fotografió a William M. Gowland para el aficionado a la arqueología industrial Bennett Woodcroft. Gowland fue el maquinista de la locomotora Royal George de Hackworth y de la Sans Pareil en las Pruebas de Rainhill.
La Sans Pareil anteriormente había sido propiedad del cuñado de Hick y posterior socio comercial John Hargreaves Jr (1800-1874), quien hizo reparar completamente el motor y ponerlo en marcha en el Ferrocarril de Bolton y Leigh en 1837. La Sans Pareil ahora se encuentra en el anexo del Museo Nacional del Ferrocarril ubicado en el Museo de la Locomoción de Shildon.
En 1867, Hick publicó por primera vez un artículo, reimpreso de su aparición en la revista The Engineer el 1 de junio de 1866, "Experimentos sobre la fricción de los collares de cuero en las prensas hidráulicas", que ampliaba el trabajo de William Rankine y describía una importante serie de experimentos llevados a cabo utilizando una invención conjunta de Hick y Robert Lüthy (1840-1883), un ingeniero suizo empleado por Hick e inventor de una prensa hidráulica para el embalaje del algodón. El padre de Hick fue el inventor del collarín autoajustable, utilizado universalmente en las prensas hidráulicas.

## Parlamentario
El 17 de noviembre de 1868, Hick fue elegido miembro del parlamento por Bolton. Después de la elección y para evitar un conflicto de intereses, renunció inmediatamente a su cargo en Hick, Hargreaves and Co., dado que la empresa ya estaba en posesión de contratos gubernamentales. y se retiró de Bolton Iron and Steel Company. Durante este período residió en St James's Place, Piccadilly, mientras que su esposa e hijas permanecieron en 'Hill Top',en Belmont, una extensa casa solariega de finales del siglo XVIII alquilada a una familia local. Hill Top fue destruida por un incendio en 1909. Hick mantuvo su asiento por Bolton desde las Elecciones de 1874 hasta las Elecciones de 1880, cuando debido a problemas de salud, decidió no presentarse a la reelección.
Hick era un conservador de talante liberal, partidario de la educación basada en la religión, de acuerdo con los principios generales de la Ley de Educación de 1870 y partidario de la opinión de que la educación religiosa y laica no debían separarse. Como conservador, fue miembro de los Clubes Carlton, Conservador y St Stephen's.
Participó activamente en los debates sobre el bienestar de las personas que trabajaban en las fábricas con máquinas de vapor, y en mayo de 1870 presidió un Comité Especial para evitar las explosiones de calderas. Tras el informe de agosto de 1870, Hick introdujo un proyecto de ley "... para proporcionar un remedio más eficiente a las personas lesionadas y los bienes dañados por la explosión de las calderas de vapor causadas por negligencia". En abril de 1871 secundó una moción presentada por el coronel Barttelot (1820-1893), diputado conservador por Sussex Western (1860–1885), para organizar un Comité Especial "... para investigar los méritos del fusil Martini-Henry... si es el fusil más adecuado en comparación con otros ahora fabricados para armar a nuestras tropas"" y debatir su suministro al ejército, llamando también la atención sobre la mejora de la artillería pesada. Como parlamentario fue consultado frecuentemente por el Gobierno sobre temas relacionados con el armamento y la construcción de calderas para buques de guerra.
Hick también formó parte de un Comité Especial designado en junio de 1874 para investigar las pruebas de cadenas y anclas para la Marina Real británica, y debatió sobre accidentes ferroviarios: la adopción de frenos continuos en junio de 1879. Como director del ferrocarril LNWR, Hick defendió su posición, afirmando que "miraba con desconfianza todas las máquinas automáticas". Alrededor de julio de 1870, fue nombrado fideicomisario del patrimonio del exalcalde de Bolton y diputado Stephen Blair, con Thomas Lever Rushton, William Hargreaves y otros, facultado para construir y amueblar un 'hospital gratuito para personas enfermas sin domicilio'. El Hospital Blair, ahora demolido, se construyó en un terreno donado por el exalcalde James Knowles en Bromley Cross.
Fue Teniente Diputado para el Condado desde 1870 hasta su muerte, y al instalarse en Mytton Hall, juez de paz para Whalley. Se reincorporó al Instituto de Ingenieros Mecánicos en 1871, propuesto por Frederick Bramwell y elegido miembro del Consejo en 1872, y vicepresidente de la institución de 1874 a 1876.

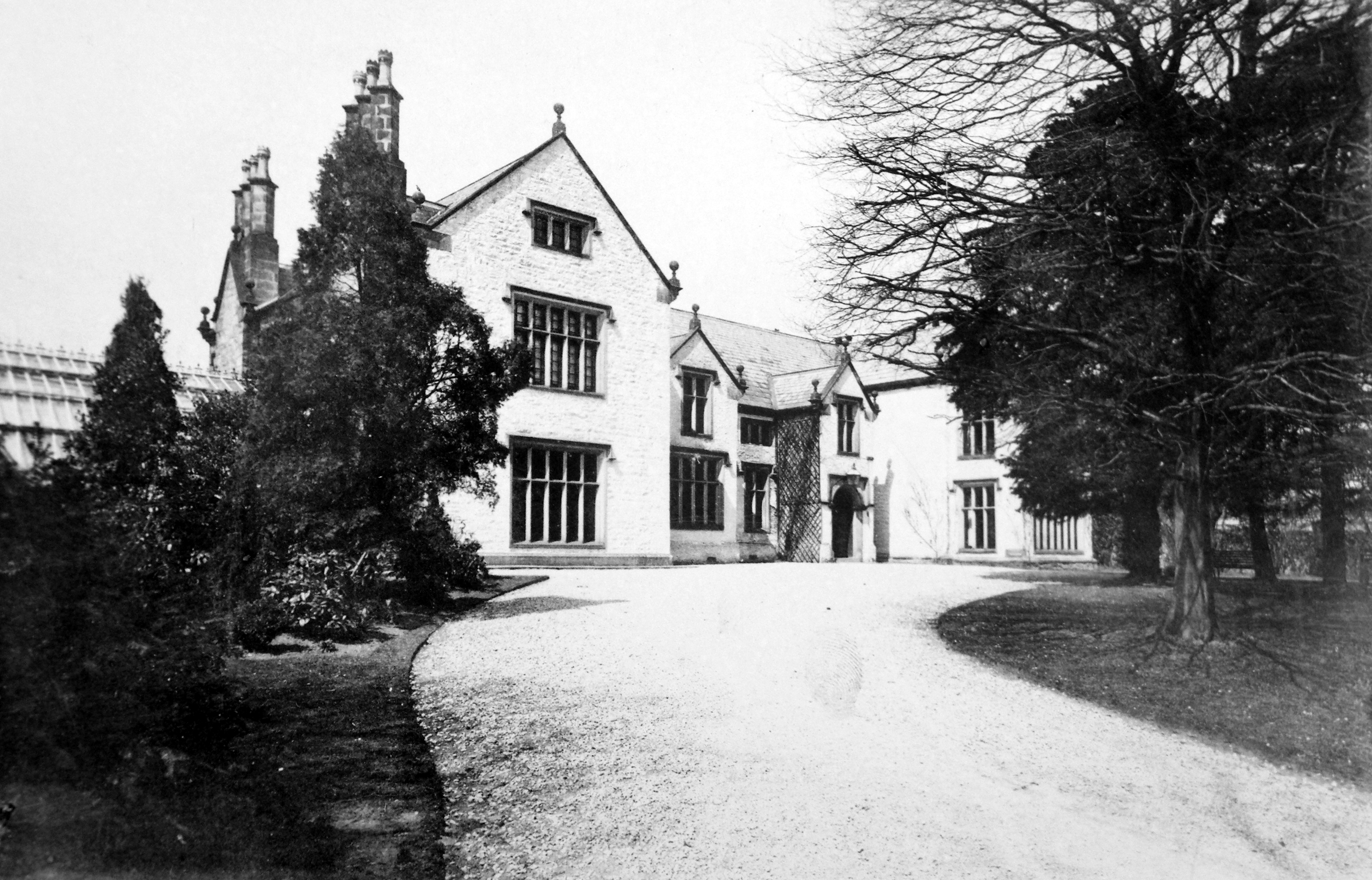
Entrada de Mytton Hall (c.1893), edificio proyectado por Thomas Parkinson, Bolton

Por su contribución a la Exhibición Internacional de 1873 en South Kensington, Hick recibió una medalla de bronce. Fue miembro del Comité Permanente para la Representación de las Imágenes Británicas para la Exposición Internacional de 1874 con sus compañeros diputados Henry Bolckow, Alexander Brown, Henry Eaton, Joshua Fielden, William Graham, John Snowdon Henry, John Pender y otros.
Hick se convirtió en albacea del patrimonio de John Hargreaves en marzo de 1875, tras de la muerte de Hargreaves en Silwood Park, Sunninghill, en diciembre de 1874.
El 15 de marzo de 1879, hacia el final de su periodo como miembro del parlamento, John Hick junto con C.D. Abel, el coronel Frederick Beaumont (1833–1899) diputado Liberal por South Durham (1868-1880), F. Bolton, Alexander Brogden de John Brogden and Sons, diputado liberal (1868-1885) por Wednesbury, J.T. Jones y J. Turay registraron las compañías Aqueous Works y Diamond Rock-boring Company (Limited), Crown Works, Guildford Street, York Road, Lambeth. La empresa "...compró y patentó el sistema de uso de útiles de diamante para perforar", Hick fue elegido miembro del Instituto del Hierro y del Acero ese mismo año. The Aqueous Works and Diamond Rock-boring Company sociedad mercantil alrededor de 1892.

## Campaña contra la contaminación del río Ribble
Después de dejar el parlamento, Hick y el teniente coronel Ralph John Aspinall, hicieron campaña contra la contaminación del río Ribble y sus afluentes por parte de la industria local, causando el envenenamiento de salmones y truchas. Hick planteó el tema de la contaminación en el Ribble durante la tercera sesión para aprobar la Ley de Prevención de la Contaminación de los Ríos de 1876. Aspinall y Hick libraron una exitosa batalla legal en el Tribunal de la Cancillería, publicitada en los medios de difusión, contra los talleres textiles de Mitchell and Carlisle durante julio de 1880, lo que condujo a un juicio histórico que sentó un precedente para controlar la contaminación de ríos y lagos.
El río corría cerca de Mytton Hall, donde Aspinall, terrateniente en la zona, era el titular de los derechos de pesca, y donde John Hick era arrendatario desde 1874. El juicio fue presidido por el vicecanciller de Inglaterra, Sir James Bacon. En diciembre de 1880, Hick y Aspinall recibieron en Mytton Hall a representantes de la comunidad local de pesca con caña, que mostraron su reconocimiento a "... sus servicios para prevenir la contaminación del río Ribble y sus afluentes".

## Museo de Ciencias
Durante 1887, Hick fue miembro del comité de colecciones mecánicas presidido por el parlamentario John Slagg con otros expertos y políticos; Sir William Armstrong, Sir Joseph Bazelgette, James Brunlees, Edward Cowper, el profesor T.M. Goodeve, Sir Charles Gregory, James Howard, Charles Manby, John Hinde Palmer, Sir Edward Reed y Sir Bernhard Samuelson, organizados en varios comités con el fin de asesorar a un comité central designado por el Tesoro para estudiar la formación del Museo de Ciencias de Londres y la National Portrait Gallery en South Kensington, situados entre el Museo de Historia Natural y lo que iba a ser el Instituto Imperial.

## Muerte

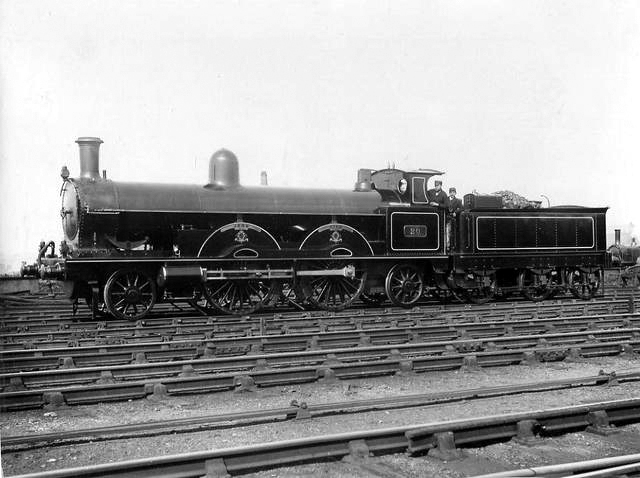
Locomotora LNWR no. 20 John Hick, construida en los Talleres de Crewe.

Hick murió a la edad de 78 años después de algunos meses de problemas de salud cuando vivía entre Mytton Hall, Whalley y Lezayre, en la isla de Man, donde también era juez de paz.
Al igual que su padre Benjamin, John Hick acumuló una gran y valiosa colección de obras de arte, algunas de las cuales eran heredadas, y otras se adquirieron en la subasta del patrimonio de Benjamin Hick en 1843. Dedicó sus últimos años en Mytton Hall a compilar un elaborado catálogo ilustrado de la colección; algunas de estas obras fueron subastadas por Christie's durante junio y julio de 1909 tras la muerte de Rebecca Hick en 1908. La biblioteca de Hick en Mytton Hall se dispersó en Capes Dunne & Co. de Mánchester en noviembre de 1909.
Desde el año de su muerte, el Ferrocarrili de Londres y del Noroeste (LNWR) produjo 10 locomotoras de vapor de la Clase John Hick (1894-1912); un diseño de Francis Webb de configuración 2-2-2-2. La locomotora n.º 20 recibió el nombre de John Hick. Las siguientes 9 máquinas llevaron el nombre de ingenieros e inventores, principalmente de la Revolución Industrial y de la Segunda Revolución Industrial: n.º 1505 Richard Arkwright, n.º 1512 Henry Cort, n.º 1534 William Froude, n.º 1535 Henry Maudslay, N.º 1536 Hugh Myddelton, N.º 1548 John Penn, N.º 1549 John Rennie, n.º 1557 Thomas Savery y n.º 1559 Carl Wilhelm Siemens.
Hick fue un caso especial, en el sentido de que sería el único director del LNWR en tener una clase de locomotoras con su nombre.
Tras la retirada de la Clase John Hick en 1912, durante el mes del aniversario de la muerte de Hick, febrero de 1913, 5 de los 6 nombres se transfirieron a las locomotoras del LNWR. La máquina n.º 752, denominada John Hick, sirvió hasta 1935 con el Ferrocarril de Londres Midland y Escocés (LMS).